# Fabien Valéri
Fabien Valéri, né le 9 juin 1974 à Noisy-le-Sec, est un footballeur puis entraîneur français. 
Comme footballeur, il évolue au poste de milieu gauche puis de défenseur, du début des années 1990 au début des années 2010.

## Biographie
Fabien Valéri fréquente enfant les écoles et les stades de Pavillons sous bois. 
Sa carrière de footballeur professionnel commence au Red Star sous les ordres de Pierre Repellini lors de la saison 1992-1993. Avec le club audonien, il dispute sept saisons en Division 2 française, aux côtés de personnages emblématiques du club comme Steve Marlet, Didier Thimothée, Jacky Bonnevay, Cyril Domoraud, Patrick Guillou ou encore Régis Brouard. Il dispute 172 ou 173 matchs de Division 2 française, l'équipe terminant alors quatre fois entre la 5e et la 8e place. 
Cependant le club est relégué en 1999 et un an plus tard, Valéri part au Portugal, à Naval 1º de Maio en Division 2 portugaise, puis à Coimbra en première division. En 2003 il revient en France et joue pendant cinq saisons en National (à l'AS Cannes, au Paris FC, puis au FC Istres). En mai 2006, alors qu'il est encore joueur au Paris FC, il est candidat au BEES 2e degré, mais ne l'obtient pas. Il termine sa carrière de joueur en 2010 après une dernière pige à l'ES Viry-Châtillon en Championnat de France amateur. 
Il entame sa reconversion d’entraîneur à Bry-sur-Marne avec lequel il obtient trois promotions en trois ans, puis à l'UJA Maccabi, en CFA 2, de 2013 à 2016. Il rejoint ensuite le Paris FC, comme adjoint, conseiller sportif, recruteur, entraîneur des féminines, et finalement entraîneur de l'équipe réserve en 2019-2020. 
En 2020-2021, il est nommé entraîneur du Paris 13 Atletico (connu jusque là comme le FC Gobelins), en National 2. Il remporte le championnat (groupe B) en 2022, ce qui permet au club d’être promu pour la première fois de son histoire en National,. Il quitte pourtant le club parisien et dirige la saison suivante le FC Chambly, en National 2, où il obtient le BEPF. Il en part en espérant prendre la suite d'Habib Beye au Red Star, mais ce dernier restant en poste, il signe peu après au RE Virton en troisième division de Belgique. De retour au Paris 13 Atletico au cours de la saison 2023-2024, il remporte une deuxième fois le National 2 (groupe B) en fin de saison, synonyme de retour en National.

## Palmarès
Il remporte comme joueur le Championnat de France amateur en 2006 avec le Paris Football Club, permettant sa promotion en National.
Comme entraîneur, il remporte le championnat de National 2 avec le Paris 13 Atletico à deux reprises, en 2022 et 2024.